# Lyssomanes
Lyssomanes is een geslacht van spinnen uit de familie springspinnen (Salticidae).

## Soorten
De volgende soorten zijn bij het geslacht ingedeeld:
- Lyssomanes adisi Logunov, 2002
- Lyssomanes amazonicus Peckham & Wheeler, 1889
- Lyssomanes anchicaya Galiano, 1984
- Lyssomanes antillanus Peckham & Wheeler, 1889
  - Lyssomanes antillanus fasciatus Franganillo, 1935
- Lyssomanes austerus Peckham & Wheeler, 1889
- Lyssomanes belgranoi Galiano, 1984
- Lyssomanes benderi Logunov, 2002
- Lyssomanes bitaeniatus Peckham & Wheeler, 1889
- Lyssomanes blandus Peckham & Wheeler, 1889
- Lyssomanes boraceia Galiano, 1984
- Lyssomanes bryantae Chickering, 1946
- Lyssomanes burrera Jiménez & Tejas, 1993
- Lyssomanes camacanensis Galiano, 1980
- Lyssomanes ceplaci Galiano, 1980
- Lyssomanes consimilis Banks, 1929
- Lyssomanes convexus Banks, 1909
- Lyssomanes deinognathus F. O. P.-Cambridge, 1900
- Lyssomanes devotoi Mello-Leitão, 1917
- Lyssomanes dissimilis Banks, 1929
- Lyssomanes diversus Galiano, 1980
- Lyssomanes eatoni Chickering, 1946
- Lyssomanes ecuadoricus Logunov & Marusik, 2003
- Lyssomanes elegans F. O. P.-Cambridge, 1900
- Lyssomanes elongatus Galiano, 1980
- Lyssomanes euriensis Logunov, 2000
- Lyssomanes flagellum Kraus, 1955
- Lyssomanes fossor Galiano, 1996
- Lyssomanes hieroglyphicus Mello-Leitão, 1944
- Lyssomanes ipanemae Galiano, 1980
- Lyssomanes janauari Logunov & Marusik, 2003
- Lyssomanes jemineus Peckham & Wheeler, 1889
- Lyssomanes jucari Galiano, 1984
- Lyssomanes lancetillae Galiano, 1980
- Lyssomanes lehtineni Logunov, 2000
- Lyssomanes leucomelas Mello-Leitão, 1917
- Lyssomanes limpidus Galiano, 1980
- Lyssomanes longipes (Taczanowski, 1871)
- Lyssomanes malinche Galiano, 1980
- Lyssomanes mandibulatus F. O. P.-Cambridge, 1900
- Lyssomanes michae Brignoli, 1984
- Lyssomanes miniaceus Peckham & Wheeler, 1889
- Lyssomanes minor Schenkel, 1953
- Lyssomanes nigrofimbriatus Mello-Leitão, 1941
- Lyssomanes nigropictus Peckham & Wheeler, 1889
- Lyssomanes onkonensis Logunov & Marusik, 2003
- Lyssomanes parallelus Peckham & Wheeler, 1889
- Lyssomanes paravelox Logunov, 2002
- Lyssomanes parki Chickering, 1946
- Lyssomanes patens Peckham & Peckham, 1896
- Lyssomanes pauper Mello-Leitão, 1945
- Lyssomanes penicillatus Mello-Leitão, 1927
- Lyssomanes peruensis Logunov, 2000
- Lyssomanes pescadero Jiménez & Tejas, 1993
- Lyssomanes pichilingue Galiano, 1984
- Lyssomanes placidus Peckham & Wheeler, 1889
- Lyssomanes portoricensis Petrunkevitch, 1930
- Lyssomanes protarsalis F. O. P.-Cambridge, 1900
- Lyssomanes quadrinotatus Simon, 1900
- Lyssomanes reductus Peckham & Peckham, 1896
- Lyssomanes remotus Peckham & Peckham, 1896
- Lyssomanes robustus (Taczanowski, 1878)
- Lyssomanes romani Logunov, 2000
- Lyssomanes santarem Galiano, 1984
- Lyssomanes spiralis F. O. P.-Cambridge, 1900
- Lyssomanes sylvicola Galiano, 1980
- Lyssomanes taczanowskii Galiano, 1980
- Lyssomanes tapirapensis Galiano, 1996
- Lyssomanes tapuiramae Galiano, 1980
- Lyssomanes tarmae Galiano, 1980
- Lyssomanes temperatus Galiano, 1980
- Lyssomanes tenuis Peckham & Wheeler, 1889
- Lyssomanes trifurcatus F. O. P.-Cambridge, 1900
- Lyssomanes trinidadus Logunov & Marusik, 2003
- Lyssomanes tristis Peckham & Wheeler, 1889
- Lyssomanes unicolor (Taczanowski, 1871)
- Lyssomanes velox Peckham & Wheeler, 1889
- Lyssomanes vinocurae Galiano, 1996
- Lyssomanes viridis (Walckenaer, 1837)
- Lyssomanes waorani Logunov & Marusik, 2003
- Lyssomanes yacui Galiano, 1984